# 切斯納特里奇 (紐約州)
切斯納特里奇（英語：Chestnut Ridge）是位於美國紐約州羅克蘭縣的村。

## 人口
根據2020年美國人口普查的數據，切斯納特里奇的面積為12.83平方千米，當中陸地面積為12.82平方千米，而水域面積為0.01平方千米。當地共有人口10505人，而人口密度為每平方千米819人。